# Petr Matoušek
Petr Matoušek   (Teplice nad Bečvou, 19 de desembre de 1949 - 17 de febrer de 2025) va ser un ciclista txecoslovac, d'origen txec. Va guanyar dues medalles als Campionats del Món de contrarellotge per equips. Va participar en dues edicions dels Jocs Olímpics.

## Palmarès
- 1972
  - Campió de Txecoslovàquia en ruta
  - Vencedor d'una etapa a la Uniqa Classic
- 1973
  - Vencedor d'una etapa al Tour d'Algèria
  - Vencedor d'una etapa a la Setmana Ciclista Bergamasca
- 1981
  - 1r a la Volta a Iugoslàvia i vencedor de 2 etapes